# Cristina Andreu Cuevas
Cristina Andreu Cuevas (Casablanca, 8 de junio de 1960) es una directora de cine española. Desde el 23 de junio de 2018, es presidenta de la Asociación de mujeres cineastas y de medios audiovisuales (CIMA).

## Trayectoria
En 1982, su trabajo consistía en redactar guiones, dirigir cortometrajes, así como script y asistente de dirección en largometrajes. En 1986, dirigió Delirio 3, tercer capítulo de la serie Delirios de amor, en el que participaron también Félix Rotaeta, Luis Eduardo Aute y Antonio González-Vigil. Un año más tarde, trabajó como asistente de dirección de José Miguel Ganga en Rumbo Norte.
En 1989, fue la guionista y directora de Brumal, largometraje basado en el libro de Cristina Fernández Cubas Los altillos de Brumal, que le valió la nominación al año siguiente en los Premios Goya a la mejor dirección novel. Realizó los making-of de las películas A los que aman de Isabel Coixet (1998) y Los años bárbaros de Fernando Colomo. Se incorporó en los inicios de Canal+ diseñando proyectos y formatos en la categoría de dirección y guion, sobre personajes de la cultura española, y en documentales para el canal de televisión Arte. Más tarde fue directora de programas Localia Televisión. 
En 2006, un grupo de directoras se propusieron crear la asociación CIMA con el objetivo de visibilizar y fomentar la presencia de la mujer dentro del mundo audiovisual y lograr la igualdad. Fue miembro de la Junta Directiva desde los comienzos, ocupando la vicepresidencia y, desde junio de 2018, es la presidenta de la Asociación de mujeres cineastas y de medios audiovisuales. En el año 2008, se realizó el estudio "Mujeres y hombres en el cine español" que mostraba que la presencia de la mujer en este ámbito ascendía al 12-15%.
Dio clase en la Escuela de Cine y TV de la Universidad Veritas de Costa Rica. Realizó el libro mosaico que construye la biografía de Isabel Coixet titulado Una mujer bajo la influencia. Entre 2013 y 2014 vivió en Palestina mientras dirigía el corto documental Bernarda Alba en Palestina. Es una de las impulsoras de las mejoras a las ayudas a la mujer de Cultura para "acabar con la disparidad".
En junio de 2018, asumió la presidencia de CIMA, la asociación de mujeres cineastas, de la cual es socia fundadora, relevando a Virginia Yagüe junto a la que había estado colaborando desde la directiva y a la que conserva como vicepresidenta. En 2020, dio a conocer, junto al director de la Filmoteca Española, la aparición en el archivo de esta institución de la película Mallorca de María Forteza, cineasta desconocida hasta el momento y que pasó a ser considerada la primera directora de cine sonoro española.

## Reconocimientos
En 1990, Andreu fue nominada a los premios Goya a Mejor dirección novel por la película Brumal.
En marzo de 2021, bajo la dirección de Andreu, la Asociación de mujeres cineastas y de medios audiovisuales (CIMA), fue reconocida con el premio Pepe Escriche que entrega el Festival Internacional de Cine de Huesca, destacando la labor del colectivo por y para las mujeres del sector.
En 2023 recibió la Estrella de Madrid, por la directora Isabel Coixet, en el acto de homenaje que se le dedicó en 32 Festival de Cine de Madrid, organizado por la Plataforma Nuevos Realizadores (PNR).

## Filmografía

### Directora
- 1998: making-off de la película A los que aman de Isabel Coixet (1998)
- 1998: making-off de la película Los años bárbaros de Fernando Colomo (1998)
- 1989: Brumal, basado en el libro Los altillos de Brumal de Cristina Fernández Cubas
- 1986: Delirio 3, tercer capítulo de la serie Delirios de amor

### Asistente de dirección
- 1987: Rumbo Norte, asistente dirección de José Miguel Ganga